# Olympische Sommerspiele 1972/Teilnehmer (Guyana)
| Gelbes Symbol für Goldmedaillen mit stilisierten Olympischen Ringen | Graues Symbol für Silbermedaillen mit stilisierten Olympischen Ringen | Braundes Symbol für Bronzemedaillen mit stilisierten Olympischen Ringen |
| ------------------------------------------------------------------- | --------------------------------------------------------------------- | ----------------------------------------------------------------------- |
| —                                                                   | —                                                                     | —                                                                       |

Guyana nahm an den Olympischen Sommerspielen 1972 in München mit einer Delegation von drei Sportlern (allesamt Männer) teil.

## Teilnehmer nach Sportarten

### Boxen
- Courtney Atherly
Leichtgewicht: 17. Platz

- Reginald Ford
Halbmittelgewicht: 17. Platz

### Radsport
- Neville Hunte
Sprint: 4. Runde
1000 Meter Einzelzeitfahren: 22. Platz